# 地形学
地形学（英語：geomorphology）同义词为地貌学（俄语：oрография），是对山脉地形起伏的研究， 并且可以更广泛地包括丘陵，以及一个地区高地地形的任何部分。 

## 词源
“地形学”的英文源自希腊语，由geo（地球）、morphe（外表形态）、logos（论述）三词（根）构成。“地貌学”的俄语亦来自希腊语，意为“山”。早期中文一般用西方的“地形学”一词；中华人民共和国成立后，中国大陆改称苏联的“地貌学” 。

## 用途
山脉和高地陆块对全球气候有重大影响。例如，东非的高地地区在很大程度上决定了印度季风的强度。 在科学模型中，例如环流模型，地形定义了模型在陆地上的下边界。
当一条河流的支流或河流沿岸的定居点按“地形顺序”列出时，它们的顺序是从最高的（最靠近河流的源头）到最低的或干流（最靠近河口）。

## 地形降水

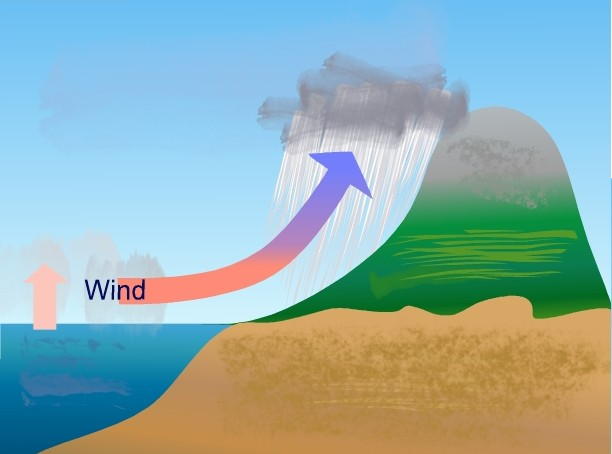
当潮湿的空气被地形迫使向上时，就会发生地形降水。

地形降水，也称为地形降水，是空气在遇到地势高地时被迫向上运动而产生的降水（见anabatic wind ）。这种提升可能是由两种机制引起的：
1. 大尺度水平流因地形而向上偏转。
2. 由山地屏障表面的白天加热引起的潮湿空气在地形斜坡上的急剧或向上垂直传播。

上升时，被提升的空气将膨胀并绝热冷却。上升的湿空气块的这种绝热冷却可能会将其温度降低到其露点，从而允许其中包含的水蒸气冷凝，从而形成云。如果足够多的水蒸气凝结成云滴，这些水滴可能会变得大到足以作为降水落到地面上。
地形诱发的降水是气象学家预测当地天气的主要因素。地形学可以在降水事件的类型、数量、强度和持续时间中发挥重要作用。研究人员发现，屏障宽度、坡度和上升气流速度是地形降水最佳数量和强度的主要因素。对这些因素的计算机模型模拟表明，狭窄的障碍物和更陡的斜坡会产生更强的上升气流速度，进而增强地形降水。
在夏威夷群岛或新西兰等海洋岛屿上，地形降水是众所周知的，相比之下，岛上的大部分降雨都在迎风面，而背风面往往非常干燥，几乎像沙漠一样。这种现象导致局部平均降雨量梯度很大，沿海地区的降雨量约为每年20至30英寸（510至760），内陆高地降雨量则超过每年100英寸（2,500）。背风沿海地区特别干燥—不到每年20英寸（510 mm）（威基基）；中等高地的顶部特别潮湿—大约每年475英寸（12,100 mm）（考艾岛的Wai'ale'ale） 。
另一个著名的地形降水地区是英格兰北部的奔宁山脉，那里奔宁山脉西侧的降雨量比东侧多，因为云层（通常来自西方）被迫向上翻越山丘并导致降雨优先落于西坡。这在曼彻斯特（西部）和利兹（东部）之间尤为明显，由于12英里（19）从奔宁山脉。